# Padel
Padel je sport s reketom koji se igra u dvoje (pojedinačno) ili četvero (u paru) na terenu veličine 10 x 20 metara. Teren je omeđen staklenim pregradama i metalnom ogradom s kojom se loptica odbija slično kao u skvošu. Poen se završava kada loptica dva puta dotakne tlo ili nije ispravno vraćena preko mreže. Pobjednički tim je onaj koji prvi osvoji dva od ukupno tri seta. Za razliku od tenisa, rekete u padelu su čvrste bez žica, izrađene od kompozitnih materijala s brojnim malim otvorima.
Na osnovu podataka Međunarodne padel federacije (FIP) iz 2023. godine, postoji više od 25 milijuna aktivnih igrača u preko 90 zemalja. Vrijednost padela iznosi oko 2 milijarde eura godišnje.

## Povijest
Vjeruje se da je ovaj sport izmislio Enrique Corcuera 1969. godine u Acapulcu, Meksiko nakon što je modificirao svoj teren za skvoš kako bi uključio elemente tenisa na platformi.
Desetljećima je padel bio sport s ograničenom popularnošću, no doživio je pravi procvat tijekom pandemije COVID-19. Razlog tomu je što se padel može igrati na otvorenom i ne zahtijeva izravan fizički kontakt među igračima.
Padel je uključen u Europske igre 2023. Međunarodna padel federacija (FIP) teži osnivanju 75 nacionalnih saveza s ciljem uvrštavanja padela kao olimpijskog sporta na Ljetnim olimpijskim igrama 2032.
Na jedan teniski teren mogu stati tri terena za padel, pa mnogi teniski klubovi preuređuju teniske terene u terene za padel jer je to isplativije vlasnicima tvrtki.
U 2023. godini, Premier Padel, koji je pod vlasništvom Qatar Sports Investmentsa i koji je započeo suradnju s FIP-om 2022. godine, preuzeo je rivala iz Madrida, World Padel Tour. Cilj ovog preuzimanja bio je osnivanje nove globalne padel staze koja će započeti s radom 2024. godine.
Deloitte očekuje da će broj terena za padel dosegnuti 84.000 do 2026. godine.

## Propisi
- Igrači: Obično igraju u parovima na terenu dimenzija 10 x 20 metara. Za pojedinačne igre koristi se igralište dimenzija 6 x 20 metara.
- Servis: Servis se uvijek izvodi ispod ruke. Lopte koje udare o zidove oko igrališta nakon što su se odbile od poda i dalje su u igri.
- Lopte: za službene utakmice koriste se specifične padel lopte; slične su teniskim lopticama, ali nešto manje. Padel se obično igra rekreativno sa standardnim teniskim lopticama.
- Reketi: Padel reketi izrađeni su od kompozitnog materijala bez žica. Udarna površina je perforirana. Reket je sličan onom koji se koristi u tenisu s platformom, ali ima vlastite specifikacije.
- Teren: Teren ima podlogu od betona, plastike ili umjetne trave. Dizajnirano je slično teniskom igralištu, samo manje – dimenzija 10 x 20 m, s mrežom visokom 0,88 m u sredini. Dvorište je ograđeno 4 metra visokim zidovima od stakla ili cigle, odnosno ogradom kada je vani.

### Bodovanje
Padel slijedi isti sustav bodovanja kao i teniski sustav bodovanja uz sljedeću iznimku:
- U sezoni 2020. World Padel Tour uveo je "Golden Point" ili "Golden Point", novi način bodovanja za glavne turnire (Master Final, Master, Open i Challenger) koje organizira Tour. Ova metoda bodovanja široko je prihvaćena i na neprofesionalnim turnirima.[10]
  - Zlatni bod u padelu:
    - Zlatni bod se dobiva kada je rezultat izjednačen tijekom bilo koje igre.
    - Ekipa koja prima servis bira hoće li servirati s desne ili lijeve strane terena.
    - Momčad koja osvoji taj jedan bod će pobijediti u igri.

### Tlo
Pravila padela nalažu da igralište treba biti pravokutnik širine 10 metara i duljine 20 metara, okružen zidovima. U centru igrališta postavljena je mreža koja teren razdvaja na dvije polovine. U središnjem dijelu mreža doseže visinu od 88 cm, dok se prema krajevima njezina visina povećava na 92 cm, uz dopuštenu toleranciju od 0,5 cm.
Konstrukcija je napravljena kombiniranjem panela visokih 3 m i širokih 2 m, uz dodatak mreže visoke 1 m iznad staklenih zadnjih zidova (ukupne dužine 10 m). Ovaj dodatni 1 m visine proteže se još 2 m od svakog ugla i prelazi na bočne zidove. To implicira da zadnji zidovi i uglovi za serviranje imaju visinu od 4 m, dok su ostali bočni zidovi visoki 3 m.
Stakleni paneli formiraju zadnje zidove i bočne zidove blizu područja za serviranje (prve dvije bočne ploče uz zadnje zidove), dok su ostale bočne strane izrađene od metalnih mrežastih panela.
Servisne linije smještene su 3 metra od zadnjeg zida, a postoji i dodatna linija koja podijeli središnji prostor terena na dva dijela. Sve linije su širine 5 cm i moraju biti dobro vidljive.
Minimalna visina između igrališta i prepreke (npr. stropa) je 6 metara.

## Razvoj

### Europa
Padel Pro Tour (PPT) predstavlja profesionalni padel circuit koji je zaživio 2005. godine, nastao kao plod suradnje između organizatora padel turnira i Udruge profesionalnih padel igrača (AJPP) te Španjolske udruge ženskog padela (AFEP). U današnje vrijeme, vodeći padel circuit je World Padel Tour (WPT). koja je započela u Španjolskoj, ali je već postigla međunarodno širenje. U 2014. WPT je putovao u Portugal, Argentinu i Dubai.
Iako su korijeni padela duboko ukorijenjeni u zemljama gdje se govori španjolski, sve je veći broj entuzijasta i klubova u sjevernoeuropskim državama. Švedska je, prema pretragama na Googleu, odmah iza Španjolske kada je riječ o interesu za "padel", kako pokazuje izvješće tvrtki Playtomic i Monitor Deloitte. Dok se sjevernije zemlje poput Finske, Danske, Nizozemske i Norveške odlučuju za izgradnju zatvorenih padel centara zbog specifičnih klimatskih uvjeta, druge zemlje poput Belgije, Italije, Francuske i Njemačke naginju prema otvorenim igralištima. Zanimljivo je napomenuti da u Španjolskoj, Švedskoj i Portugalu padel uživa veću popularnost od tenisa.

## Vanjske poveznice
- Međunarodna padel federacija (FIP)